# 문파이

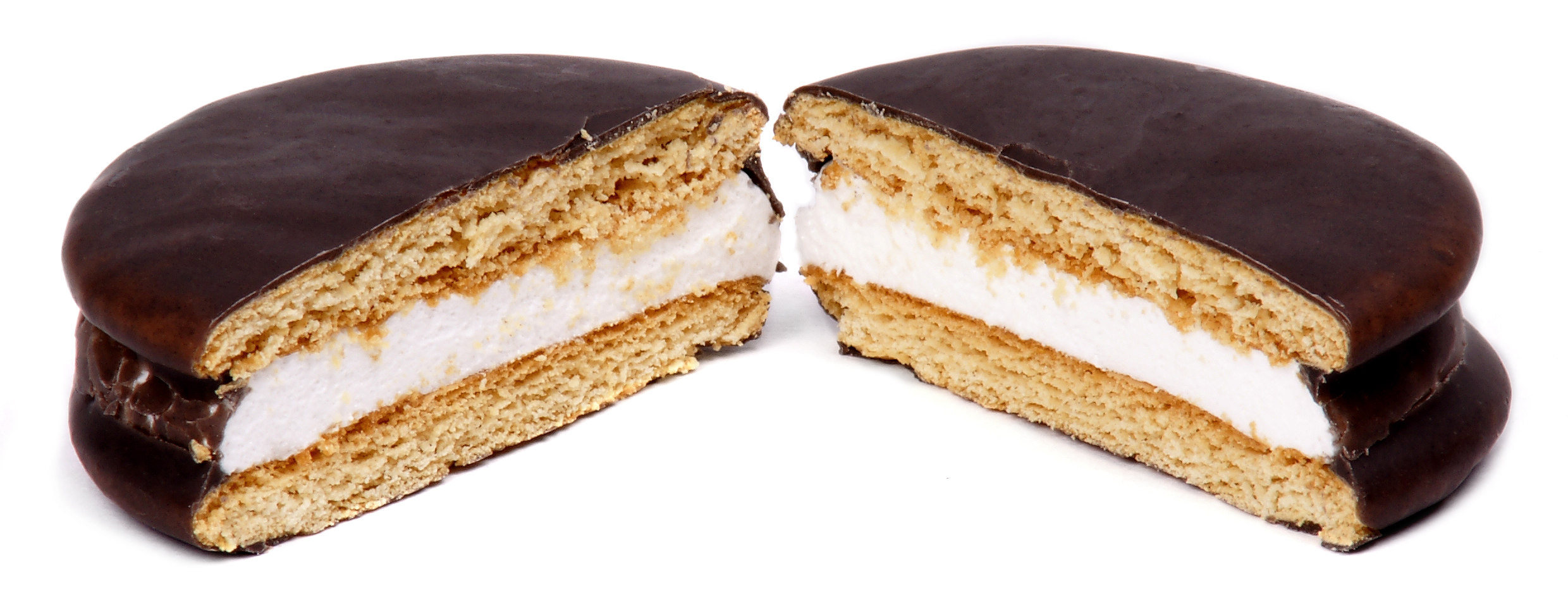
문파이

문파이(영어: Moon Pie)는 한 쌍의 둥근 그레이엄 크래커 사이에 마시멜로를 끼우고 초콜릿에 담근 음식이다.
1917년 미국 남부 테네시주 채타누가 시의 채타누가 베이커리 공장에서 첫 발매하였다. 처음 발매시부터 큰 인기를 끌었다고 하며, 1950년대에 그 인기의 정점에 이르렀다. 다만, 미국 전국적이라기보다는 미국 남부 지역의 현상으로 이해되고 있다.
1950년대 이후, 채타누가 베이커리는 전국적 대량 생산 제과 회사인 원더 브레드-호스테스 베이커리, (트윙키 생산자인) 인터스테이트 베이커리 등의 규모가 큰 제과 회사에 밀려서 시장을 많이 잃었다.
오리온의 초코파이가 정(情)을 주제로 마케팅을 하듯이, 문파이도 "RC 콜라와 문파이"라는 주로 50년대를 연상시키는 노스탈지아 캠패인을 마케팅에 사용한다.

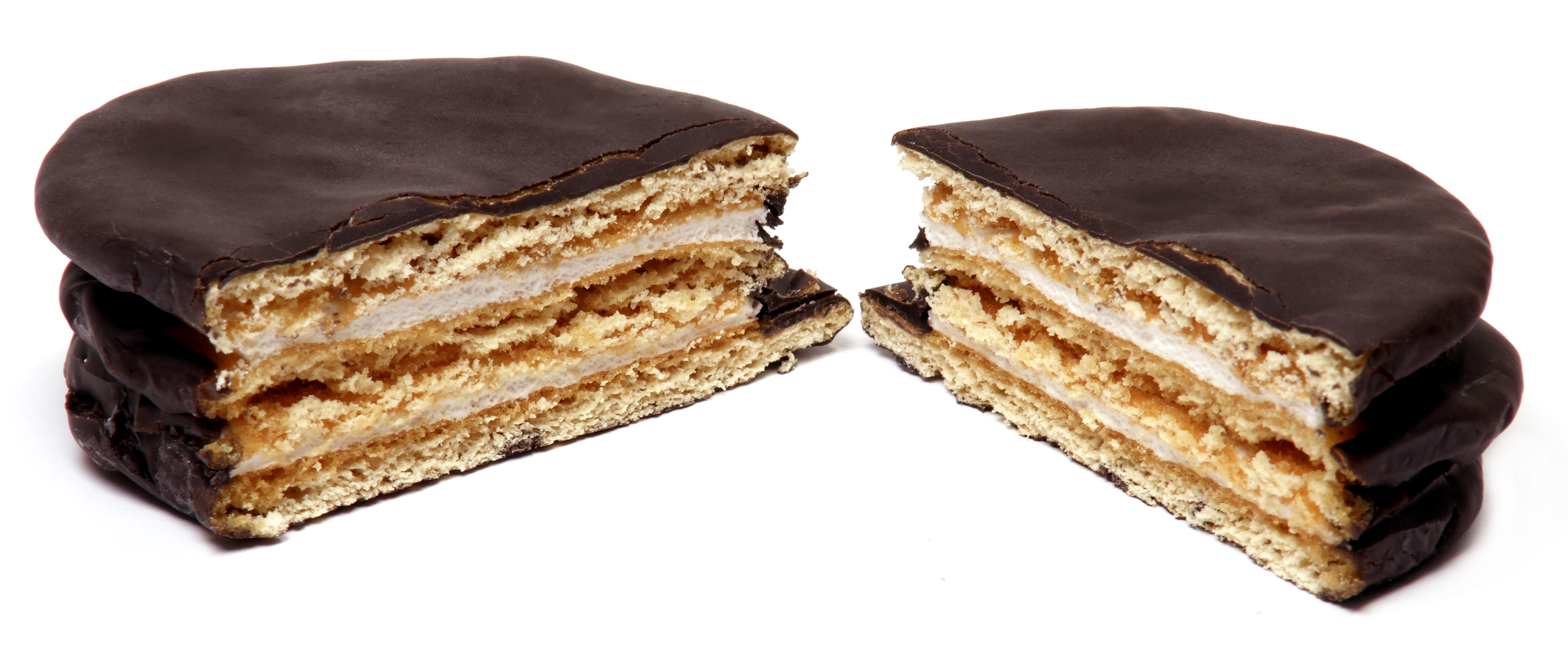
더블데커 문파이

문파이에는 3층 및 5층 구조로 된 두 겹의 마시멜로와 세 겹의 비스켓을 사용한 "더블데커"라는 제품이 있으며, 마시멜로 대신에 과일잼을 사용한 제품도 있는 등, 다양한 외형이 존재하고 있다.
문파이와 비슷한 제품으로는 대한민국의 초코파이, 스쿠터 파이(Scooter Pie, 미국), 에인절 파이(Angel Pie, 일본), 우피 파이(Whoopie Pie, 보통 비스킷 대신에 초콜렛 비스켓을 사용함) 등이 있으며, 캐나다에서는 영국의 버턴 제과의 제품인 웨건 휠스(Wagon Wheels)이 현지 공장에서 생산되고 있다.

## 맛
싱글 데커(Single-decker)
- 솔티드 캐러멜(Salted Caramel)
- 바나나(Banana)
- 바닐라(Vanilla)
- 초콜릿(Chocolate)

더블 데커(Double-decker)
- 솔티드 캐러멜(Salted Caramel)
- 딸기(Strawberry)
- 바나나(Banana)
- 바닐라(Vanilla)
- 레몬(Lemon, 판매 중단)
- 오렌지(Orange, 판매 중단)
- 바닐라(Vanilla)

미니(Minis)
- 솔티드 캐러멜(Salted Caramel)
- 딸기(Strawberry)
- 바나나(Banana)
- 바닐라(Vanilla)
- 초콜릿(Chocolate)
- 코코넛(Coconut)

문파이 크런치(Moon Pie Crunch)
- 땅콩버터(Peanut Butter)
- 민트(Mint)

## 같이 보기
- 초코키스
- 스모어